# Günter Dönges
Günter Dönges (* 14. November 1923 in Duisburg; † 11. August 2001 in Waldbröl) war ein deutscher Autor von Romanheften und Drehbuchautor.

## Leben
Dönges machte Abitur und leistete von 1941 an Militärdienst in der Wehrmacht. Nach Kriegsende arbeitete er als Redakteur der Zeitung Rhein-Echo in Düsseldorf. Mit Beginn der 1950er Jahre verfasste er nebenbei heitere Romane sowie erste Texte für Pat Wilding, einer Leihbuchserie über den gleichnamigen Privatdetektiv, die er im Netsch-Verlag bis 1953 zusammen mit dessen Besitzer Günter Netsch literarisch betreute. Nachdem er seine Anstellung bei der Zeitung aufgegeben hatte und ein Schreibwarengeschäft geführt hatte, wandte er sich insbesondere heiteren Geschichten zu, wie denen um „Familie Müller“ und andere Romane (auch Kriminalgeschichten und die sechsteilige Abenteuerstory „Der Herr des Degens“, die für den Leihbuchmarkt entstanden). Seine Leihbuch-Werke wurden besonders häufig von der Bundesprüfstelle für jugendgefährdende Schriften auf den Index gesetzt.
Ab 1954 nur noch als Autor (für Bastei und den Zauberkreis-Verlag) tätig, erfand er in dieser Zeit die Figur des Butler Parker. Dieser erschien – eigenwillig, immer auf Gangsterjagd und ironisch-komisch – zunächst ebenfalls auf dem Leihbuchmarkt, dann ab Nummer 214 der Bastei Kriminal-Romane als Heftausgabe sowie ab 1972 als eigene Reihe, die bis 1992 erschien. Nicht alle, jedoch die weit überwiegende Anzahl der Romane stammt aus der Feder Dönges'. Als Western-Autor schrieb er in den 1950er Jahren unter dem Pseudonym Conny Collins. Weitere von ihm begründete Heftserien waren Jeff Conter, Halleluja-Fun-Western und oben erwähnte Familie Müller. Spät in seiner Laufbahn schrieb er auch für Serien wie Dämonenkiller sowie Vampir-Horror-Roman und Kurzgeschichten für Zeitschriften.
Günter Dönges war ab Anfang der 1960er Jahre auch erfolgreich als Drehbuchautor für Vorabendserien der ARD tätig, Hafenpolizei, Polizeifunk ruft und Butler Parker werden bis heute regelmäßig wiederholt und wurden auf DVD veröffentlicht.
Vom Dönges benutzte Pseudonyme waren u. a. Glenn Larring, Dan Cillingh, John D. Acton (für Butler Parker), Jerry Lonsdale (für Western), Julia Wendt (für Familie Müller-Romane), Pat Wilding (ein Sammelpseudonym für die Geschichten um den gleichnamigen Helden), Rolf van Kessel und Richard W. Drilling sowie Mac Driving (auch dieser später von anderen mitbenutzt) und Gay D. Carson. Insgesamt schrieb Dönges rund 1000 Leihbuch- und Heftromane.
Günter Dönges verstarb am 11. August 2001 im Krankenhaus in Waldbröl an den Folgen eines Herzinfarkts. Der Komponist Jürgen Dönges (1956–2012) war sein Neffe.

## Filmographie
- 1963–1966: Hafenpolizei (Fernsehserie)
- 1966–1970: Polizeifunk ruft (Fernsehserie)
- 1969: Die Kramer (Fernsehserie)
- 1969: Reisedienst Schwalbe (Fernsehserie)
- 1972/1973: Butler Parker (Fernsehserie)